# Открытый залив

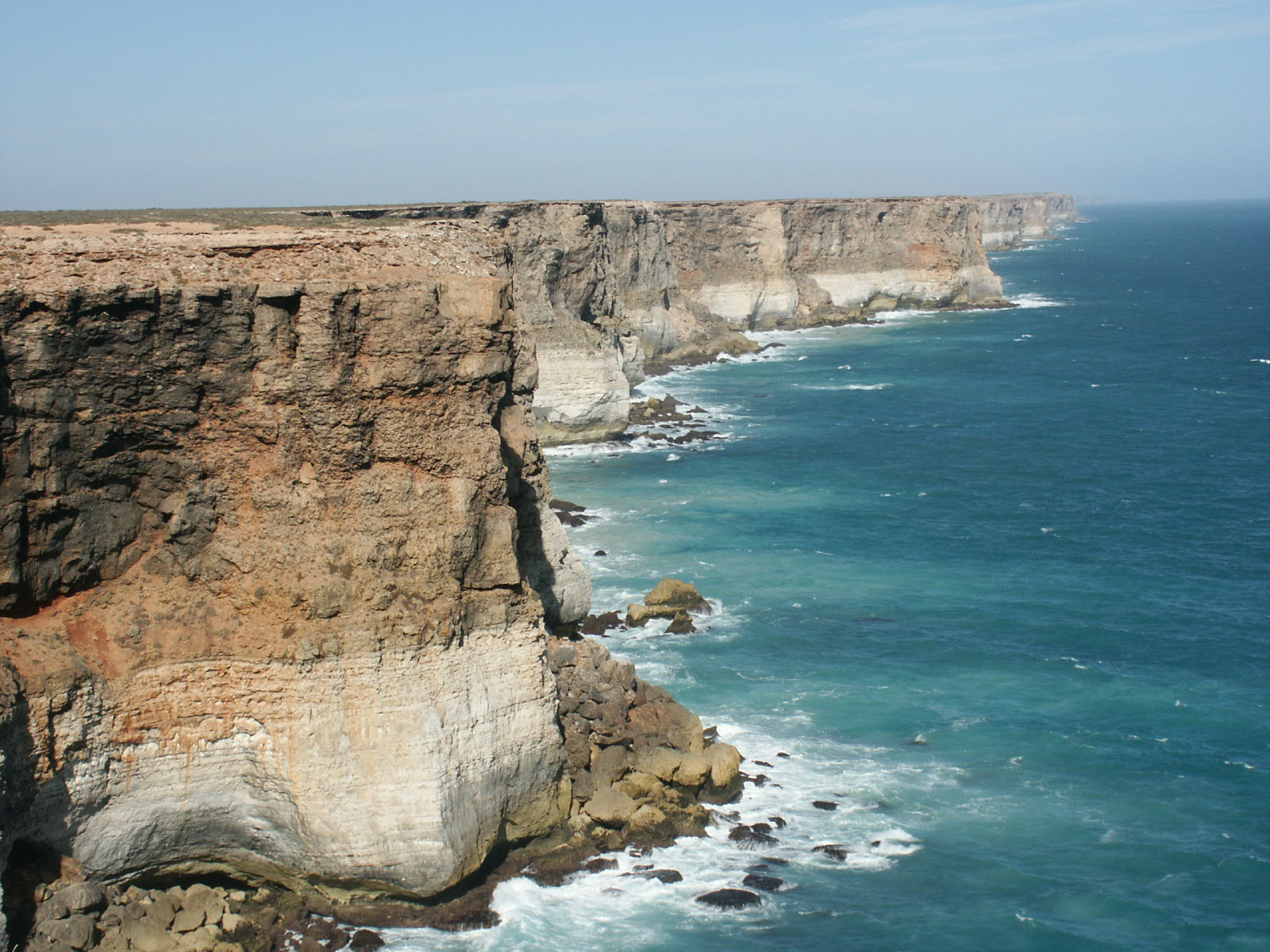
Участок побережья Большого Австралийского залива.

Bight — англоязычный термин, означающий залив с вогнутой береговой линией с протяжённым плавным изгибом. Такие заливы обычно широкие, открытые, мелкие и лишь слегка углубленные.

## Описание
Открытые заливы отличаются от sound тем, что sound гораздо глубже. Традиционно исследователи определяли открытый залив как бухту, из которой можно выйти одним галсом на парусном судне с прямым парусом, независимо от направления ветра.
В английском языке соответствующий термин bight происходит от древнеанглийского byht («изгиб, залив»).

## Известные примеры
- Залив Кампече
- Залив изобилия
- Бухта Бенина
- Бухта Биафра или Бухта Бонни
- Кентерберийский залив
- Германская бухта или Гельголандская бухта
- Большой Австралийский залив
- Маккензи Байт
- Мекленбургская бухта
- Срединно-Атлантический залив
- Санта-Моника Бэй